# Tònia Passola i Vidal
Tònia Passola i Vidal (Barcelona, 6 de maig de 1952) és una poeta catalana. Llicenciada en història de l'art i catedràtica de llengua i literatura catalanes de secundària.

## Obra
Els seus primers poemes apareixen a finals de la dècada de 1970 en diferents publicacions col·lectives i en revistes com Reduccions. Ha estat guardonada amb el Premi Rosa Leveroni i amb el Premi Vicent Andrés Estellés de poesia.
La seva poesia s'inspira en la memòria de la seva terra així com de les altres veus i llocs del món que ha conegut. Ha estat inclosa en diferents en antologies. Els seus poemes s'han traduït al francès, italià, neerlandès, anglès, albanès, i castellà, entre d'altres llengües. Ha rebut diversos premis internacionals com per exemple l'any 2014 el premi Nënë Terese a Gjakovë, el 2017 en el XXI festival Ditët e Naimit de Tètovo,. Els seus poemes també han estat premiats en una publicació xinesa del 2018.
Viatgera apassionada, descobrir nous paisatges i barrejar-se amb la diversitat de cultures és el que la fa sentir més viva. Els seus poemaris formen una mena de dietari personal on memòria i imaginació, realitat i somni la diuen i ella, malgrat les limitacions del dir, les diu.

### Obra publicada
- Cel rebel (premi Cadaqués a Rosa Leveroni)[13]
- La sensualitat del silenci (premi Vicent Andrés Estellés)[13]
- Bressol[13]
- L'horitzó que no hi és[14]
- Margelle d´étoiles[15]
- Nua[16]
- Salto al espejo (Edició bilingüe català-castellà)[17]
- Le souflé des lettres[18]
- Sangre Imaginada[19]

### Traduccions
- Com retrobar-se, de Jeton Kelmendi, 2015[10]